# Volta à Bélgica de 2019
A 89.ª edição da Volta à Bélgica foi uma carreira de ciclismo de estrada por etapas que se celebrou entre 12 e 16 de junho de 2019 com início na cidade de Sint-Niklaas e final na cidade de Beringen na Bélgica. O percurso constou de um total de 5 etapas sobre uma distância total de 682,9 km.
A carreira fez parte do circuito UCI Europe Tour de 2019 dentro da categoria 2.hc. O vencedor final foi o belga Remco Evenepoel da Deceuninck-Quick Step seguido dos também belgas da Lotto Soudal Victor Campenaerts e Tim Wellens.

## Equipas participantes
Tomaram a partida um total de 22 equipas, dos quais 4 são de categoria UCI World Team, 12 Profissional Continental, 5 Continental e a selecção nacional da Bélgica, quem conformaram um pelotão de 154 ciclistas dos quais terminaram 124. As equipas participantes foram:
| Equipes WorldTeam (4)- Lotto Soudal - Deceuninck-Quick Step - Astana - Trek-Segafredo Equipes profissionais Continentais (12)- Burgos-BH - Cofidis, Solutions Crédits - Corendon-Circus - Israel Cycling Academy - Riwal Readynez - Roompot-Charles - Sport Vlaanderen-Baloise - Arkéa-Samsic - Total Direct Énergie - Vital Concept-B&B Hotels - Wallonie Bruxelles - Wanty-Groupe Gobert Equipes Continentais (5)- Natura4Ever-Roubaix Lille Métropole - Cibel-Cebon - Telenet Fidea Lions - Pauwels Sauzen-Bingoal - Tarteletto-Isorex Equipe nacional- Bélgica |
| |

## Etapas
| Etapa | Data    | Percurso                    | type                      | Distância (km) | Vencedor             | Líder geral          |
| ----- | ------- | --------------------------- | ------------------------- | -------------- | -------------------- | -------------------- |
| 1     | 12 jun. | Sint-Niklaas – Knokke-Heist | etapa plana               | 183,4          | Jan-Willem van Schip | Jan-Willem van Schip |
| 2     | 13 jun. | Knokke-Heist – Zottegem     | etapa escarpada           | 180,8          | Remco Evenepoel      | Remco Evenepoel      |
| 3     | 14 jun. | Grimbergen – Grimbergen     | contrarrelógio individual | 9,2            | Tim Wellens          | Remco Evenepoel      |
| 4     | 15 jun. | Seraing – Seraing           | etapa escarpada           | 151,1          | Victor Campenaerts   | Remco Evenepoel      |
| 5     | 16 jun. | Tongeren – Beringen         | etapa plana               | 158,4          | Bryan Coquard        | Remco Evenepoel      |

## Desenvolvimento da carreira

### 1.ª etapa
| Sint-Niklaas - Knokke-Heist | etapa plana | (183,4 km) |

| \| Classificação por etapas \| Classificação por etapas \| Classificação por etapas \| Classificação por etapas \| Classificação por etapas \| \| Ciclista \| Ciclista \| Equipe \| Tempo \| \| \| ------------------------ \| ------------------------ \| ------------------------ \| ------------------------ \| ------------------------ \| \| 1. \| Jan-Willem van Schip \| Roompot-Charles \| 4h15m14s \| \| \| 2. \| Tim Merlier \| Corendon-Circus \| + 4s \| \| \| 3. \| Fabio Jakobsen \| Deceuninck-Quick Step \| + 4s \| \| \| 4. \| Lionel Taminiaux \| Wallonie Bruxelles \| + 4s \| \| \| 5. \| Roy Jans \| Corendon-Circus \| + 4s \| \| \| 6. \| Jasper Philipsen \| Bélgica \| + 4s \| \| \| 7. \| Daan Soete \| Pauwels Sauzen-Bingoal \| + 4s \| \| \| 8. \| Tom Van Asbroeck \| Israel Cycling Academy \| + 6s \| \| \| 9. \| Arne Marit \| Bélgica \| + 6s \| \| \| 10. \| Rudy Barbier \| Israel Cycling Academy \| + 6s \| \| |                      |                        |          |
| |                      |                        |          |
| Fonte: ProCyclingStats |                      |                        |          |
| Classificação por etapas |                      |                        |          |
| Ciclista | Ciclista             | Equipe                 | Tempo    |
| 1. | Jan-Willem van Schip | Roompot-Charles        | 4h15m14s |
| 2. | Tim Merlier          | Corendon-Circus        | + 4s     |
| 3. | Fabio Jakobsen       | Deceuninck-Quick Step  | + 4s     |
| 4. | Lionel Taminiaux     | Wallonie Bruxelles     | + 4s     |
| 5. | Roy Jans             | Corendon-Circus        | + 4s     |
| 6. | Jasper Philipsen     | Bélgica                | + 4s     |
| 7. | Daan Soete           | Pauwels Sauzen-Bingoal | + 4s     |
| 8. | Tom Van Asbroeck     | Israel Cycling Academy | + 6s     |
| 9. | Arne Marit           | Bélgica                | + 6s     |
| 10. | Rudy Barbier         | Israel Cycling Academy | + 6s     |

| \| Classificação geral \| Classificação geral \| Classificação geral \| Classificação geral \| Classificação geral \| \| Ciclista \| Ciclista \| Equipe \| Tempo \| \| \| ------------------- \| -------------------- \| ----------------------------------- \| ------------------- \| ------------------- \| \| 1. \| Jan-Willem van Schip \| Roompot-Charles \| 4h14m57s \| \| \| 2. \| Tim Merlier \| Corendon-Circus \| + 15s \| \| \| 3. \| Fabio Jakobsen \| Deceuninck-Quick Step \| + 17s \| \| \| 4. \| Glenn Debruyne \| Cibel \| + 17s \| \| \| 5. \| Tom Dernies \| Natura4Ever-Roubaix Lille Métropole \| + 18s \| \| \| 6. \| Lionel Taminiaux \| Wallonie Bruxelles \| + 21s \| \| \| 7. \| Roy Jans \| Corendon-Circus \| + 21s \| \| \| 8. \| Jasper Philipsen \| Bélgica \| + 21s \| \| \| 9. \| Daan Soete \| Pauwels Sauzen-Bingoal \| + 21s \| \| \| 10. \| Tom Van Asbroeck \| Israel Cycling Academy \| + 23s \| \| |                      |                                     |          |
| |                      |                                     |          |
| Fonte: ProCyclingStats |                      |                                     |          |
| Classificação geral |                      |                                     |          |
| Ciclista | Ciclista             | Equipe                              | Tempo    |
| 1. | Jan-Willem van Schip | Roompot-Charles                     | 4h14m57s |
| 2. | Tim Merlier          | Corendon-Circus                     | + 15s    |
| 3. | Fabio Jakobsen       | Deceuninck-Quick Step               | + 17s    |
| 4. | Glenn Debruyne       | Cibel                               | + 17s    |
| 5. | Tom Dernies          | Natura4Ever-Roubaix Lille Métropole | + 18s    |
| 6. | Lionel Taminiaux     | Wallonie Bruxelles                  | + 21s    |
| 7. | Roy Jans             | Corendon-Circus                     | + 21s    |
| 8. | Jasper Philipsen     | Bélgica                             | + 21s    |
| 9. | Daan Soete           | Pauwels Sauzen-Bingoal              | + 21s    |
| 10. | Tom Van Asbroeck     | Israel Cycling Academy              | + 23s    |

### 2.ª etapa
| Knokke-Heist - Zottegem | etapa escarpada | (180,8 km) |

| \| Classificação por etapas \| Classificação por etapas \| Classificação por etapas \| Classificação por etapas \| Classificação por etapas \| \| Ciclista \| Ciclista \| Equipe \| Tempo \| \| \| ------------------------ \| ------------------------ \| ------------------------ \| ------------------------ \| ------------------------ \| \| 1. \| Remco Evenepoel \| Deceuninck-Quick Step \| 4h26m04s \| \| \| 2. \| Fabio Jakobsen \| Deceuninck-Quick Step \| + 42s \| \| \| 3. \| Tim Merlier \| Corendon-Circus \| + 42s \| \| \| 4. \| Lionel Taminiaux \| Wallonie Bruxelles \| + 42s \| \| \| 5. \| Davide Martinelli \| Deceuninck-Quick Step \| + 42s \| \| \| 6. \| Jasper Philipsen \| Bélgica \| + 42s \| \| \| 7. \| Tom Van Asbroeck \| Israel Cycling Academy \| + 42s \| \| \| 8. \| Alex Kirsch \| Trek-Segafredo \| + 42s \| \| \| 9. \| Bryan Coquard \| Vital Concept-B&B Hotels \| + 42s \| \| \| 10. \| Pieter Serry \| Deceuninck-Quick Step \| + 42s \| \| |                   |                          |          |
| |                   |                          |          |
| Fonte: ProCyclingStats |                   |                          |          |
| Classificação por etapas |                   |                          |          |
| Ciclista | Ciclista          | Equipe                   | Tempo    |
| 1. | Remco Evenepoel   | Deceuninck-Quick Step    | 4h26m04s |
| 2. | Fabio Jakobsen    | Deceuninck-Quick Step    | + 42s    |
| 3. | Tim Merlier       | Corendon-Circus          | + 42s    |
| 4. | Lionel Taminiaux  | Wallonie Bruxelles       | + 42s    |
| 5. | Davide Martinelli | Deceuninck-Quick Step    | + 42s    |
| 6. | Jasper Philipsen  | Bélgica                  | + 42s    |
| 7. | Tom Van Asbroeck  | Israel Cycling Academy   | + 42s    |
| 8. | Alex Kirsch       | Trek-Segafredo           | + 42s    |
| 9. | Bryan Coquard     | Vital Concept-B&B Hotels | + 42s    |
| 10. | Pieter Serry      | Deceuninck-Quick Step    | + 42s    |

| \| Classificação geral \| Classificação geral \| Classificação geral \| Classificação geral \| Classificação geral \| \| Ciclista \| Ciclista \| Equipe \| Tempo \| \| \| ------------------- \| ------------------- \| ------------------------ \| ------------------- \| ------------------- \| \| 1. \| Remco Evenepoel \| Deceuninck-Quick Step \| 8h41m03s \| \| \| 2. \| Fabio Jakobsen \| Deceuninck-Quick Step \| + 51s \| \| \| 3. \| Tim Merlier \| Corendon-Circus \| + 51s \| \| \| 4. \| Jasper Philipsen \| Bélgica \| + 57s \| \| \| 5. \| Davide Martinelli \| Deceuninck-Quick Step \| + 59s \| \| \| 6. \| Tom Van Asbroeck \| Israel Cycling Academy \| + 1m00s \| \| \| 7. \| Tim Wellens \| Lotto-Soudal \| + 1m00s \| \| \| 8. \| Loïc Vliegen \| Wanty-Gobert \| + 1m00s \| \| \| 9. \| Lionel Taminiaux \| Wallonie Bruxelles \| + 1m01s \| \| \| 10. \| Bryan Coquard \| Vital Concept-B&B Hotels \| + 1m01s \| \| |                   |                          |          |
| |                   |                          |          |
| Fonte: ProCyclingStats |                   |                          |          |
| Classificação geral |                   |                          |          |
| Ciclista | Ciclista          | Equipe                   | Tempo    |
| 1. | Remco Evenepoel   | Deceuninck-Quick Step    | 8h41m03s |
| 2. | Fabio Jakobsen    | Deceuninck-Quick Step    | + 51s    |
| 3. | Tim Merlier       | Corendon-Circus          | + 51s    |
| 4. | Jasper Philipsen  | Bélgica                  | + 57s    |
| 5. | Davide Martinelli | Deceuninck-Quick Step    | + 59s    |
| 6. | Tom Van Asbroeck  | Israel Cycling Academy   | + 1m00s  |
| 7. | Tim Wellens       | Lotto-Soudal             | + 1m00s  |
| 8. | Loïc Vliegen      | Wanty-Gobert             | + 1m00s  |
| 9. | Lionel Taminiaux  | Wallonie Bruxelles       | + 1m01s  |
| 10. | Bryan Coquard     | Vital Concept-B&B Hotels | + 1m01s  |

### 3.ª etapa
| Grimbergen - Grimbergen | contrarrelógio individual | (9,2 km) |

| \| Classificação por etapas \| Classificação por etapas \| Classificação por etapas \| Classificação por etapas \| Classificação por etapas \| \| Ciclista \| Ciclista \| Equipe \| Tempo \| \| \| ------------------------ \| ------------------------ \| -------------------------- \| ------------------------ \| ------------------------ \| \| 1. \| Tim Wellens \| Lotto-Soudal \| 10m46s \| \| \| 2. \| Nathan Van Hooydonck \| Bélgica \| + 1s \| \| \| 3. \| Victor Campenaerts \| Lotto-Soudal \| + 2s \| \| \| 4. \| Remco Evenepoel \| Deceuninck-Quick Step \| + 3s \| \| \| 5. \| Ryan Mullen \| Trek-Segafredo \| + 4s \| \| \| 6. \| Christophe Laporte \| Cofidis, Solutions Crédits \| + 5s \| \| \| 7. \| Matthias Brändle \| Israel Cycling Academy \| + 6s \| \| \| 8. \| Alex Kirsch \| Trek-Segafredo \| + 8s \| \| \| 9. \| Lasse Norman Hansen \| Corendon-Circus \| + 8s \| \| \| 10. \| Niki Terpstra \| Total Direct Énergie \| + 11s \| \| |                      |                            |        |
| |                      |                            |        |
| Fonte: ProCyclingStats |                      |                            |        |
| Classificação por etapas |                      |                            |        |
| Ciclista | Ciclista             | Equipe                     | Tempo  |
| 1. | Tim Wellens          | Lotto-Soudal               | 10m46s |
| 2. | Nathan Van Hooydonck | Bélgica                    | + 1s   |
| 3. | Victor Campenaerts   | Lotto-Soudal               | + 2s   |
| 4. | Remco Evenepoel      | Deceuninck-Quick Step      | + 3s   |
| 5. | Ryan Mullen          | Trek-Segafredo             | + 4s   |
| 6. | Christophe Laporte   | Cofidis, Solutions Crédits | + 5s   |
| 7. | Matthias Brändle     | Israel Cycling Academy     | + 6s   |
| 8. | Alex Kirsch          | Trek-Segafredo             | + 8s   |
| 9. | Lasse Norman Hansen  | Corendon-Circus            | + 8s   |
| 10. | Niki Terpstra        | Total Direct Énergie       | + 11s  |

| \| Classificação geral \| Classificação geral \| Classificação geral \| Classificação geral \| Classificação geral \| \| Ciclista \| Ciclista \| Equipe \| Tempo \| \| \| ------------------- \| ------------------- \| -------------------------- \| ------------------- \| ------------------- \| \| 1. \| Remco Evenepoel \| Deceuninck-Quick Step \| 8h51m52s \| \| \| 2. \| Tim Wellens \| Lotto-Soudal \| + 57s \| \| \| 3. \| Victor Campenaerts \| Lotto-Soudal \| + 1m00s \| \| \| 4. \| Christophe Laporte \| Cofidis, Solutions Crédits \| + 1m03s \| \| \| 5. \| Alex Kirsch \| Trek-Segafredo \| + 1m06s \| \| \| 6. \| Toon Aerts \| Telenet-Fidea Lions \| + 1m17s \| \| \| 7. \| Brent Van Moer \| Lotto-Soudal \| + 1m18s \| \| \| 8. \| Jasper Philipsen \| Bélgica \| + 1m18s \| \| \| 9. \| Jelle Wallays \| Lotto-Soudal \| + 1m19s \| \| \| 10. \| Bryan Coquard \| Vital Concept-B&B Hotels \| + 1m28s \| \| |                    |                            |          |
| |                    |                            |          |
| Fonte: ProCyclingStats |                    |                            |          |
| Classificação geral |                    |                            |          |
| Ciclista | Ciclista           | Equipe                     | Tempo    |
| 1. | Remco Evenepoel    | Deceuninck-Quick Step      | 8h51m52s |
| 2. | Tim Wellens        | Lotto-Soudal               | + 57s    |
| 3. | Victor Campenaerts | Lotto-Soudal               | + 1m00s  |
| 4. | Christophe Laporte | Cofidis, Solutions Crédits | + 1m03s  |
| 5. | Alex Kirsch        | Trek-Segafredo             | + 1m06s  |
| 6. | Toon Aerts         | Telenet-Fidea Lions        | + 1m17s  |
| 7. | Brent Van Moer     | Lotto-Soudal               | + 1m18s  |
| 8. | Jasper Philipsen   | Bélgica                    | + 1m18s  |
| 9. | Jelle Wallays      | Lotto-Soudal               | + 1m19s  |
| 10. | Bryan Coquard      | Vital Concept-B&B Hotels   | + 1m28s  |

### 4.ª etapa
| Seraing - Seraing | etapa escarpada | (151,1 km) |

| \| Classificação por etapas \| Classificação por etapas \| Classificação por etapas \| Classificação por etapas \| Classificação por etapas \| \| Ciclista \| Ciclista \| Equipe \| Tempo \| \| \| ------------------------ \| ------------------------ \| ------------------------ \| ------------------------ \| ------------------------ \| \| 1. \| Victor Campenaerts \| Lotto-Soudal \| 3h40m16s \| \| \| 2. \| Andreas Kron \| Riwal Readynez \| + 0s \| \| \| 3. \| Remco Evenepoel \| Deceuninck-Quick Step \| + 0s \| \| \| 4. \| Loïc Vliegen \| Wanty-Gobert \| + 1m03s \| \| \| 5. \| Jasper Philipsen \| UAE Team Emirates \| + 1m05s \| \| \| 6. \| Otto Vergaerde \| Corendon-Circus \| + 1m05s \| \| \| 7. \| Toon Aerts \| Telenet-Fidea Lions \| + 1m05s \| \| \| 8. \| Mathieu Burgaudeau \| Total Direct Énergie \| + 1m05s \| \| \| 9. \| Daan Soete \| Pauwels Sauzen-Bingoal \| + 1m05s \| \| \| 10. \| Jetse Bol \| Burgos-BH \| + 1m05s \| \| |                    |                        |          |
| |                    |                        |          |
| Fonte: ProCyclingStats |                    |                        |          |
| Classificação por etapas |                    |                        |          |
| Ciclista | Ciclista           | Equipe                 | Tempo    |
| 1. | Victor Campenaerts | Lotto-Soudal           | 3h40m16s |
| 2. | Andreas Kron       | Riwal Readynez         | + 0s     |
| 3. | Remco Evenepoel    | Deceuninck-Quick Step  | + 0s     |
| 4. | Loïc Vliegen       | Wanty-Gobert           | + 1m03s  |
| 5. | Jasper Philipsen   | UAE Team Emirates      | + 1m05s  |
| 6. | Otto Vergaerde     | Corendon-Circus        | + 1m05s  |
| 7. | Toon Aerts         | Telenet-Fidea Lions    | + 1m05s  |
| 8. | Mathieu Burgaudeau | Total Direct Énergie   | + 1m05s  |
| 9. | Daan Soete         | Pauwels Sauzen-Bingoal | + 1m05s  |
| 10. | Jetse Bol          | Burgos-BH              | + 1m05s  |

| \| Classificação geral \| Classificação geral \| Classificação geral \| Classificação geral \| Classificação geral \| \| Ciclista \| Ciclista \| Equipe \| Tempo \| \| \| ------------------- \| ------------------- \| ------------------------ \| ------------------- \| ------------------- \| \| 1. \| Remco Evenepoel \| Deceuninck-Quick Step \| 12h32m02s \| \| \| 2. \| Victor Campenaerts \| Lotto-Soudal \| + 52s \| \| \| 3. \| Tim Wellens \| Lotto-Soudal \| + 2m02s \| \| \| 4. \| Toon Aerts \| Telenet-Fidea Lions \| + 2m28s \| \| \| 5. \| Andreas Kron \| Riwal Readynez \| + 2m29s \| \| \| 6. \| Jasper Philipsen \| UAE Team Emirates \| + 2m29s \| \| \| 7. \| Loïc Vliegen \| Wanty-Gobert \| + 2m38s \| \| \| 8. \| Bryan Coquard \| Vital Concept-B&B Hotels \| + 2m39s \| \| \| 9. \| Aimé De Gendt \| Wanty-Gobert \| + 2m39s \| \| \| 10. \| Pieter Weening \| Roompot-Charles \| + 2m39s \| \| |                    |                          |           |
| |                    |                          |           |
| Fonte: ProCyclingStats |                    |                          |           |
| Classificação geral |                    |                          |           |
| Ciclista | Ciclista           | Equipe                   | Tempo     |
| 1. | Remco Evenepoel    | Deceuninck-Quick Step    | 12h32m02s |
| 2. | Victor Campenaerts | Lotto-Soudal             | + 52s     |
| 3. | Tim Wellens        | Lotto-Soudal             | + 2m02s   |
| 4. | Toon Aerts         | Telenet-Fidea Lions      | + 2m28s   |
| 5. | Andreas Kron       | Riwal Readynez           | + 2m29s   |
| 6. | Jasper Philipsen   | UAE Team Emirates        | + 2m29s   |
| 7. | Loïc Vliegen       | Wanty-Gobert             | + 2m38s   |
| 8. | Bryan Coquard      | Vital Concept-B&B Hotels | + 2m39s   |
| 9. | Aimé De Gendt      | Wanty-Gobert             | + 2m39s   |
| 10. | Pieter Weening     | Roompot-Charles          | + 2m39s   |

### 5.ª etapa
| Tongeren - Beringen | etapa plana | (158,4 km) |

| \| Classificação por etapas \| Classificação por etapas \| Classificação por etapas \| Classificação por etapas \| Classificação por etapas \| \| Ciclista \| Ciclista \| Equipe \| Tempo \| \| \| ------------------------ \| ------------------------ \| ----------------------------------- \| ------------------------ \| ------------------------ \| \| 1. \| Bryan Coquard \| Vital Concept-B&B Hotels \| 3h17m15s \| \| \| 2. \| Pierre Barbier \| Natura4Ever-Roubaix Lille Métropole \| + 0s \| \| \| 3. \| Emīls Liepiņš \| Wallonie Bruxelles \| + 0s \| \| \| 4. \| Tom Van Asbroeck \| Israel Cycling Academy \| + 0s \| \| \| 5. \| Toon Aerts \| Telenet-Fidea Lions \| + 0s \| \| \| 6. \| Jonas Rickaert \| Corendon-Circus \| + 0s \| \| \| 7. \| Gijs Van Hoecke \| CCC Team \| + 0s \| \| \| 8. \| Corné van Kessel \| Telenet-Fidea Lions \| + 0s \| \| \| 9. \| Davide Martinelli \| Deceuninck-Quick Step \| + 0s \| \| \| 10. \| Kévin Van Melsen \| Wanty-Gobert \| + 0s \| \| |                   |                                     |          |
| |                   |                                     |          |
| Fonte: ProCyclingStats |                   |                                     |          |
| Classificação por etapas |                   |                                     |          |
| Ciclista | Ciclista          | Equipe                              | Tempo    |
| 1. | Bryan Coquard     | Vital Concept-B&B Hotels            | 3h17m15s |
| 2. | Pierre Barbier    | Natura4Ever-Roubaix Lille Métropole | + 0s     |
| 3. | Emīls Liepiņš     | Wallonie Bruxelles                  | + 0s     |
| 4. | Tom Van Asbroeck  | Israel Cycling Academy              | + 0s     |
| 5. | Toon Aerts        | Telenet-Fidea Lions                 | + 0s     |
| 6. | Jonas Rickaert    | Corendon-Circus                     | + 0s     |
| 7. | Gijs Van Hoecke   | CCC Team                            | + 0s     |
| 8. | Corné van Kessel  | Telenet-Fidea Lions                 | + 0s     |
| 9. | Davide Martinelli | Deceuninck-Quick Step               | + 0s     |
| 10. | Kévin Van Melsen  | Wanty-Gobert                        | + 0s     |

## Classificações finais
As classificações finalizaram da seguinte forma:

### Classificação geral
| \| Classificação geral \| Classificação geral \| Classificação geral \| Classificação geral \| Classificação geral \| \| Ciclista \| Ciclista \| Equipe \| Tempo \| \| \| ------------------- \| ------------------- \| ------------------------ \| ------------------- \| ------------------- \| \| 1. \| Remco Evenepoel \| Deceuninck-Quick Step \| 15h49m17s \| \| \| 2. \| Victor Campenaerts \| Lotto-Soudal \| + 52s \| \| \| 3. \| Tim Wellens \| Lotto-Soudal \| + 2m02s \| \| \| 4. \| Toon Aerts \| Telenet-Fidea Lions \| + 2m28s \| \| \| 5. \| Andreas Kron \| Riwal Readynez \| + 2m29s \| \| \| 6. \| Jasper Philipsen \| UAE Team Emirates \| + 2m29s \| \| \| 7. \| Bryan Coquard \| Vital Concept-B&B Hotels \| + 2m29s \| \| \| 8. \| Loïc Vliegen \| Wanty-Gobert \| + 2m38s \| \| \| 9. \| Aimé De Gendt \| Wanty-Gobert \| + 2m39s \| \| \| 10. \| Pieter Weening \| Roompot-Charles \| + 2m39s \| \| |                    |                          |           |
| |                    |                          |           |
| Fonte: ProCyclingStats |                    |                          |           |
| Classificação geral |                    |                          |           |
| Ciclista | Ciclista           | Equipe                   | Tempo     |
| 1. | Remco Evenepoel    | Deceuninck-Quick Step    | 15h49m17s |
| 2. | Victor Campenaerts | Lotto-Soudal             | + 52s     |
| 3. | Tim Wellens        | Lotto-Soudal             | + 2m02s   |
| 4. | Toon Aerts         | Telenet-Fidea Lions      | + 2m28s   |
| 5. | Andreas Kron       | Riwal Readynez           | + 2m29s   |
| 6. | Jasper Philipsen   | UAE Team Emirates        | + 2m29s   |
| 7. | Bryan Coquard      | Vital Concept-B&B Hotels | + 2m29s   |
| 8. | Loïc Vliegen       | Wanty-Gobert             | + 2m38s   |
| 9. | Aimé De Gendt      | Wanty-Gobert             | + 2m39s   |
| 10. | Pieter Weening     | Roompot-Charles          | + 2m39s   |

### Classificação por pontos
| Classificação por pontos | Classificação por pontos | Classificação por pontos | Classificação por pontos | Classificação por pontos |
| Ciclista                 | Ciclista                 | Equipe                   | Pontos                   |                          |
| ------------------------ | ------------------------ | ------------------------ | ------------------------ | ------------------------ |
| 1.                       | Remco Evenepoel          | Deceuninck-Quick Step    | 66 pts                   |                          |
| 2.                       | Jasper Philipsen         | UAE Team Emirates        | 47 pts                   |                          |
| 3.                       | Tim Merlier              | Corendon-Circus          | 47 pts                   |                          |
| 4.                       | Fabio Jakobsen           | Deceuninck-Quick Step    | 47 pts                   |                          |
| 5.                       | Victor Campenaerts       | Lotto-Soudal             | 46 pts                   |                          |
| 6.                       | Tom Van Asbroeck         | Israel Cycling Academy   | 44 pts                   |                          |
| 7.                       | Bryan Coquard            | Vital Concept-B&B Hotels | 41 pts                   |                          |
| 8.                       | Lionel Taminiaux         | Wallonie Bruxelles       | 38 pts                   |                          |
| 9.                       | Jan-Willem van Schip     | Roompot-Charles          | 30 pts                   |                          |
| 10.                      | Toon Aerts               | Telenet-Fidea Lions      | 30 pts                   |                          |

### Classificação da combatividad
| Classificação da combatividade | Classificação da combatividade | Classificação da combatividade      | Classificação da combatividade | Classificação da combatividade |
| Ciclista                       | Ciclista                       | Equipe                              | Pontos                         |                                |
| ------------------------------ | ------------------------------ | ----------------------------------- | ------------------------------ | ------------------------------ |
| 1.                             | Thomas Sprengers               | Sport Vlaanderen-Baloise            | 56 pts                         |                                |
| 2.                             | Jan-Willem van Schip           | Roompot-Charles                     | 50 pts                         |                                |
| 3.                             | Quinten Hermans                | Telenet-Fidea Lions                 | 34 pts                         |                                |
| 4.                             | Tom Dernies                    | Natura4Ever-Roubaix Lille Métropole | 30 pts                         |                                |
| 5.                             | William Clarke                 | Trek-Segafredo                      | 22 pts                         |                                |
| 6.                             | Victor Campenaerts             | Lotto-Soudal                        | 19 pts                         |                                |
| 7.                             | David Boucher                  | Tarteletto-Isorex                   | 18 pts                         |                                |
| 8.                             | Tom Van Asbroeck               | Israel Cycling Academy              | 17 pts                         |                                |
| 9.                             | Andreas Kron                   | Riwal Readynez                      | 16 pts                         |                                |
| 10.                            | Emīls Liepiņš                  | Wallonie Bruxelles                  | 16 pts                         |                                |

### Classificação por equipas
| Classificação por equipes | Classificação por equipes | Classificação por equipes | Classificação por equipes |
| Equipe                    | Equipe                    | Tempo                     |                           |
| ------------------------- | ------------------------- | ------------------------- | ------------------------- |
| 1.                        | Wanty-Groupe Gobert       | 47h35m53s                 |                           |
| 2.                        | Lotto Soudal              | + 3m41s                   |                           |
| 3.                        | Telenet Fidea Lions       | + 4m54s                   |                           |
| 4.                        | Corendon-Circus           | + 6m32s                   |                           |
| 5.                        | Roompot-Charles           | + 6m54s                   |                           |
| 6.                        | Cibel-Cebon               | + 9m00s                   |                           |
| 7.                        | Bélgica                   | + 10m37s                  |                           |
| 8.                        | Sport Vlaanderen-Baloise  | + 11m28s                  |                           |
| 9.                        | Deceuninck-Quick Step     | + 14m36s                  |                           |
| 10.                       | Pauwels Sauzen-Bingoal    | + 15m23s                  |                           |

## Evolução das classificações
| Etapa                 | Vencedor              | Classificação geral  | Classificação por pontos | Classificação da combatividade | Classificação por equipas |
| --------------------- | --------------------- | -------------------- | ------------------------ | ------------------------------ | ------------------------- |
| 1.ª                   | Jan-Willem van Schip  | Jan-Willem van Schip | Jan-Willem van Schip     | Thomas Sprengers               | Roompot-Charles           |
| 2.ª                   | Remco Evenepoel       | Remco Evenepoel      | Fabio Jakobsen           | Thomas Sprengers               | Deceuninck-Quick Step     |
| 3.ª                   | Tim Wellens           | Remco Evenepoel      | Fabio Jakobsen           | Thomas Sprengers               | Lotto Soudal              |
| 4.ª                   | Victor Campenaerts    | Remco Evenepoel      | Remco Evenepoel          | Thomas Sprengers               | Wanty-Gobert              |
| 5.ª                   | Bryan Coquard         | Remco Evenepoel      | Remco Evenepoel          | Thomas Sprengers               | Wanty-Gobert              |
| Classificações finais | Classificações finais | Remco Evenepoel      | Remco Evenepoel          | Thomas Sprengers               | Wanty-Gobert              |

## UCI World Ranking
A Volta à Bélgica outorgou pontos para o UCI World Ranking para corredores das equipas nas categorias UCI World Team, Profissional Continental e Equipas Continentais. As seguintes tabelas mostram o barómetro de pontuação e os 10 corredores que obtiveram mais pontos:
| Posição             | 1.º | 2.º | 3.º | 4.º | 5.º | 6.º | 7.º | 8.º | 9.º | 10.º | 11.º | 12.º | 13.º | 14.º | 15.º | 16.º-30.º | 31.º-40.º |
| Classificação geral | 200 | 150 | 125 | 100 | 85  | 70  | 60  | 50  | 40  | 35   | 30   | 25   | 20   | 15   | 10   | 5         | 3         |
| Por etapa           | 20  | 10  | 5   |     |     |     |     |     |     |      |      |      |      |      |      |           |           |
| Líder               | 5   |     |     |     |     |     |     |     |     |      |      |      |      |      |      |           |           |

| Classificação |                    |                          |       |       |       |       |
| Posição       | Ciclista           | Equipa                   | Geral | Etapa | Líder | Total |
| ------------- | ------------------ | ------------------------ | ----- | ----- | ----- | ----- |
| 1.º           | Remco Evenepoel    | Deceuninck-Quick Step    | 200   | 25    | 15    | 240   |
| 2.º           | Victor Campenaerts | Lotto Soudal             | 150   | 25    | -     | 175   |
| 3.º           | Tim Wellens        | Lotto Soudal             | 125   | 20    | -     | 145   |
| 4.º           | Toon Aerts         | Telenet Fidea Lions      | 100   | -     | -     | 100   |
| 5.º           | Andreas Kron       | Riwal Readynez           | 85    | 10    | -     | 95    |
| 6.º           | Bryan Coquard      | Vital Concept-B&B Hotels | 60    | 20    | -     | 80    |
| 7.º           | Jasper Philipsen   | Selección de Bélgica     | 70    | -     | -     | 70    |
| 8.º           | Loïc Vliegen       | Wanty-Gobert             | 50    | -     | -     | 50    |
| 9.º           | Aimé De Gendt      | Wanty-Gobert             | 40    | -     | -     | 40    |
| 10.º          | Pieter Weening     | Roompot-Charles          | 35    | -     | -     | 35    |